# LGBT à Djibouti
Si les pratiques homosexuelles sont légales à Djibouti, les personnes LGBT y font face à des problèmes particuliers, en particulier en raison du tabou qui y entoure l'homosexualité.

## Contexte légal
Les relations sexuelles entre personnes de même sexe sont légales.

## Contexte social
Le rapport 2015 concernant les droits humains réalisé U.S. Department of State fait état d'une absence de violence ou de discrimination basées sur l'orientation sexuelle. Toutefois, le tabou concernant l'homosexualité fait que ce sujet n'est pas abordé, et qu'il est très difficile pour les personnes djiboutiennes de s'affirmer LGBT.